# Andrés Calle
Andrés David Calle Aguas (Montelíbano, 27 de diciembre de 1991) es un abogado y político colombiano. Entre 2023 y 2024 fue el presidente de la Cámara de Representantes de Colombia.

## Biografía
Nació en Montelíbano, Córdoba. Estudió derecho en la Universidad Pontificia Bolivariana. Realizó una especialización en contratación estatal en la Universidad Externado de Colombia y una maestría en planificación territorial, en la Universidad de Barcelona (España).
En 2018 incursionó en la política y fue elegido a la Cámara de Representantes de Colombia. Como congresista ha trabajado por los sectores sociales, educativos y digitales. En 2022 fue reelecto como congresista.
En 2024 la Corte Suprema de Justicia ordenó abrir una investigación en contra de Calle por cohecho y enriquecimiento ilícito, en el caso de corrupción en la Unidad Nacional para la Gestión del Riesgo de Desastres-UNGRD.
El 7 de mayo de 2025 la Sala de Instrucción de la Corte Suprema de Justicia ordenó la captura del representante Iván Calle, en el marco del escándalo de corrupción en la Unidad Nacional de Gestión de Riesgo de Desastres (UNGRD).